# Суперлюмінесцентний діод
Суперлюмінесцентний діод (СЛД; англ. superluminescent diode — SLD або superluminescent light-emitting diode — SLED — напівпровідникові світловипромінюючі прилади (світлодіоди), що працюють в режимі суперлюмінесценціі.
На відміну від напівпровідникових світлодіодів, в робочому режимі суперлюмінесцентні діоди випромінюють в режимі суперлюмінесценціі, тобто посилення спонтанного випромінювання за рахунок вимушеного випускання. В результаті в СЛД, як і в напівпровідникових лазерах, посилюється спонтанне випромінювання pn-перехода світлодіода.
Такий механізм випромінювання визначає характерний вид залежності потужності випромінювання від струму, що підводиться: в слабкострумовому режимі суперлюмінесцентний діод працює як звичайний світлодіод, при досягненні інверсії населеності і виході на суперлюмінесцентний режим потужність випромінювання різко зростає. Робоча густина струму режиму суперлюмінесценціі у СЛД значно вища, ніж у світлодіодів (через необхідність забезпечення інверсії заселеності) і у напівпровідникових лазерів (менший оптичний шлях посилення через відсутність оптичного резонатора).
Суперлюмінесцентні діоди схожі з напівпровідниковими лазерами тим, що значна частка випромінювання забезпечується механізмом вимушеного випромінювання, проте на відміну від лазерів в СЛД відсутні дзеркала резонатора (часто на вихідну поверхню СЛД для зменшення відображення наноситься просвічуюче покриття, тому випромінювання робить (в ідеалі) тільки один прохід в підсилюючому середовищі, посилюються не окремі моди, а всі довжини хвиль в діапазоні посилення.
Смуга випускання суперлюмінесцентних діодів (на 2005 рік) — 20 — 100 нм, що більше, ніж у напівпровідникових лазерів, але менша, ніж у світлодіодів. За потужністю випромінювання СЛД наближається до діодного лазеру (на 2005 рік — десятки мілі ват). Випускаються найчастіше в корпусах, характерних для лазерних діодів, з виходом випромінювання через вікно або оптоволокно.
Широка смуга випромінювання означає низьку довжину когерентності (від декількох мікрометрів), що забезпечує мікрометрове розширення в оптичній когерентній томографії та високу чутливість у волоконно-оптичних гіроскопах. Суперлюмінесцентні діоди використовуються також для тестування оптичних елементів, так як дозволяють визначити характеристики для відносно широкої смуги частот, наприклад хроматичну дисперсію оптичного волокна.
Винайдені в 1986 році Джерардом Альфонсом.